# Березівка (Енгельський район)
Березівка (рос. Берёзовка) — село у Енгельському районі Саратовської області Російської Федерації.
Населення становить 1060 осіб. Належить до муніципального утворення Терновське муніципальне утворення.

## Історія
Населений пункт розташований у межах українського історичного та культурного регіону Жовтий Клин.
До 1941 року належав до АРСР Німців Поволжя. Орган місцевого самоврядування від 2004 року — Терновське муніципальне утворення.

## Населення
| 2010 |
| ---- |
| 1060 |

## «Саратов-63»
За кілька кілометрів на схід від села знаходиться «Об'єкт 1050», або «Саратов-63» (в/ч 25623) — ядерний арсенал 12-го головного управління МО РФ).